# Amychus candezei
Amychus candezei là một loài bọ cánh cứng trong họ Elateridae. Loài này được Pascoe miêu tả khoa học năm 1877.